# Vilšanský rajón
Vilšanský rajón (ukrajinsky Вільшанський район) byl rajón v Kirovohradské oblasti na Ukrajině. Hlavním městem byla Vilšanka a rajón měl přibližně 12 tisíc obyvatel. 

## Sídla v rajónu
- Vilšanka